# Templji v dolini Beka
Templji v dolini Beka so številna svetišča in rimski templji, ki so razpršeni po dolini Beka v Libanonu. Najpomembnejši in najbolj znani so tisti v rimskem Heliopolisu. Nekaj templjev je zgrajenih na nekdanjih zgradbah iz feničanske in helenistične dobe, vendar se vsi štejejo za rimske zgradbe in so jih začeli opuščati po 4. stoletju s padcem rimskega poganstva.

## Zgodovina
Med zgodnjim Rimskim cesarstvom je bilo območje izbrano za izgradnjo ogromnih poganskih templjev rimskih božanstev, da bi pokazali "veličino" Rimskega cesarstva v Feniciji.
Po koncu 1. stoletja našega štetja so ozemlje skupaj nadzorovala mesta Damask, Sidon in Banias. Domneva se, da je bilo območje neprekinjeno naseljeno do 3. stoletja našega štetja. Čeprav so bila mesta morda zgrajena na prejšnjih slojih arhitekture, velja, da so sedanji templji večinoma rimsko zgrajeni in so bili večinoma opuščeni po 4. stoletju našega štetja v bizantinski dobi.
Jupitrov tempelj (rimski Heliopolis) (v zapletenem območju, imenovanem tudi svetišče heliopolitskega Zevsa) je bil največji poganski tempelj v klasičnem svetu. Prisotnost ogromnega kamnoloma je bil eden od razlogov za rimsko odločitev, da na tem gorskem mestu, ki je na skoraj 1100 metrih nadmorske višine in na vzhodnih mejah Rimskega cesarstva, ustvarijo ogromno »veliko dvorišče« velikega kompleksa poganskih templjev: trajala so tri stoletja, da so ustvarili ta gromozanski tempeljski kompleks rimskega poganstva.
S Konstantinom Velikim je bilo krščanstvo uradno razglašeno za religijo Rimskega cesarstva in poganski templji so se začeli zanemarjati. Evzebij Cezarejski piše, da je cesar Konstantin uničil Venerin tempelj 'na vrhu gore Libanon'. Kasneje so Bizantinci uporabili nekaj materialov iz zapuščenih templjev.

## Dokumentiranje
Dokumentiranje templjev na območju doline Beka se je začelo v 19. stoletju z raziskavami Edwarda Robinsona leta 1852 n. št. in sira Charlesa Warrena. Najznamenitejše templje Venere, Bakha in Jupitra v Baalbeku sta temeljito preučevala Paul Collart in Pierre Coupel. Deset svetih krajev sta leta 1938 dokumentirala tudi Daniel Krencker in Willy Schietzschmann. Maurice Tallon je leta 1967 objavil itinerar po svetiščih s podrobnostmi o poteh do njih. George F. Taylor je v poznih 1960-ih zagotovil slikovni vodnik z novejšimi informacijami iz Shim'on Darja iz leta 1993 in epigrafskimi pregledi iz let 2002 in 2003.
Templji so bili pogosto povezani s starodavnimi delovnimi kraji. Olivier Callot in Pierre-Louis Gatier sta trdila, da bi več templjev morda zamenjali za monumentalne grobnice, saj so v Libanonu našli rimske mavzoleje, kot je Saidnaya. Taylor je menil, da je verska arhitektura odgovornost »roke enega samega gradbenega mojstra«, vendar ni mogel odgovoriti na vprašanje, zakaj bi moralo biti toliko svetišč skoncentriranih na tem območju. Henry Seyrig je ob pregledu Krenckerjeve in Zscheitzmannove Romische Tempel in Syria poudaril, da je »namig do pomembne družbene in gospodarske spremembe, ki bi si zaslužila, da bi nekega dne postala središče študije«. Še vedno je obžalovanja vredno pomanjkanje celovite študije zgodovine, arheologije, arhitekture teh stavb in starodavnih krajev ali verskega življenja ljudi, ki so jih uporabljali.

## Vrste templjev
Raziskana je bila tipologija templjev, ki so na splošno razdeljeni na tipe anta, prostil ali peripter. Templji tipa anta imajo stranske stene, ki se raztezajo tako, da tvorijo verando spredaj ali zadaj (ali obojestransko) in se zaključujejo s pilastri, ki so jih imenovali ante. Če so bili stebri postavljeni pred stene ali ante, so tempelj imenovali prostil, če pa so stebri obdajali tempelj, so ga imenovali peripter. Peripteralni tip velja za najpopolnejšo obliko templja in najbolje ohranjen tega tipa je Bakhov tempelj v Baalbeku.

## Čaščenje
Edward Robinson je menil, da se bogoslužje ni izvajalo v templjih, temveč zunaj njih. Tempelj je bil domena duhovnikov, kjer so častili kultni kip. Častilci so se zbirali okoli templja ob obredih, zato v njem ni bilo potrebe po delitvah, kot so ladje sodobnih cerkva. Kultne podobe, skupaj s samimi templji, so bile pogosto poravnane tako, da jih je ob določenih obdobjih dneva in leta osvetljevalo sonce. George F. Taylor je bil mnenja, da bo prišlo do žrtvovanja, ko bodo določena področja templja osvetljena.

## Tempeljske skupine
George F. Taylor je Libanonske templje razdelil v tri skupine:
- Prvič, tisti, ki pokriva dolino Beka severno od ceste od Bejruta do Damaska.
- Drugič, skupina na jugu, vključno z Wadi al-Taymom, znanim kot templji gore Hermon.
- Tretjič, skupina na območju zahodno od črte, potegnjene vzdolž grebena Libanonskega gorovja, ki vključuje Makam Er-Rab, Sfira, Kasr Naous, Amioun, Bziza, Batroun, Edde, Mashnaqa, Yanouh, Afka, Qalaat Faqra, Kalaa, Sarba Jounieh, Antoura, Deir el-Kalaa, Shheem in obalne ravnice Bejruta, Biblosa, Sidona, Tripolija in Tira.

Templji doline Beka v Taylorjevi prvi skupini so vključevali El-Lebwe, Yammoune, Qasr el Banat, Iaat, Nahle, Baalbek, Hadeth, Kasarnaba, Temnin el-Foka, Nebi Ham, Saraain El Faouqa, Niha, Hosn Niha, Ferzol in Kafr Zebad.

## Galerija Niha
- Rimski tempelj Hosn Niha, Libanon
- Kip v rimskem templju v Hosn Nihi
- Majhen spodnji tempelj v Hosn Nihi

## Heliopolis (Baalbek) galerija
- Največji kamen v Baalbeku
- Skulptura neznanega boga v Baalbeku
- Strešna skulptura Cerere v Baalbeku
- Skulptura Marka Antonija v Baalbeku
- Skulptura Kleopatre v Baalbeku